# エディ・ポーロ

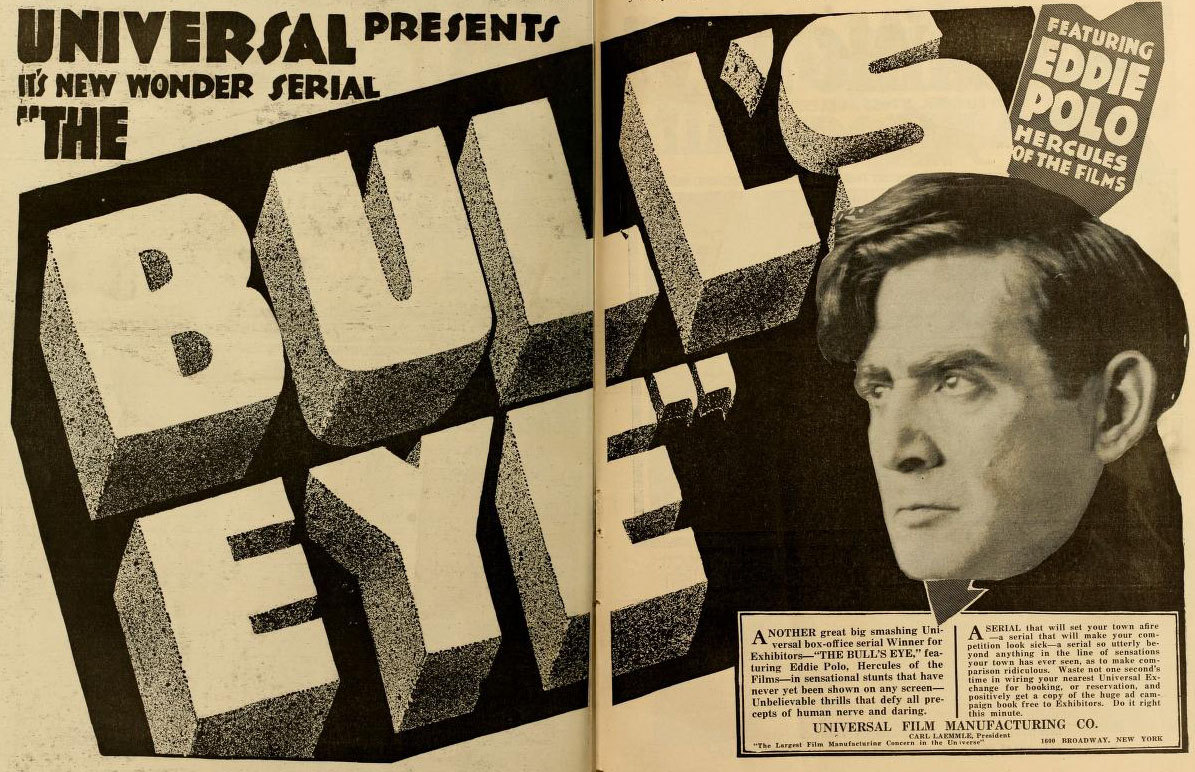
『的の黒星』 Bull's Eye, 1918

エディ・ポーロ（Eddie Polo, 1875年2月1日 - 1961年6月14日）は、アメリカ合衆国の俳優、映画監督、映画プロデューサーである。本名エドワード・W・ワイマン（Edward W. Wyman）。

## 人物・来歴
1875年（明治8年）2月1日、カリフォルニア州サンフランシスコに生まれる。3歳上の兄はのちに俳優となるサム・ポーロである。
時期は不明であるがアリス・フィンチと結婚し、1903年（明治36年）7月26日、娘でのちの女優のマルヴィナ・ポーロが生まれている。時期・生死の別は不明であるが妻アリスと離別し、1908年（明治41年）3月2日、パール・グラントと再婚する。
1913年（大正2年）、ユニヴァーサル・フィルム・マニュファクチュアリング・カンパニー（現在のユニバーサル・ピクチャーズ）に入社、同年9月7日に公開されたロイス・ウェバーが監督・脚本・主演した短篇映画 The Light Woman に助演したのが、映画界での最初の出演記録である。1915年（大正4年）、監督フランシス・フォード、脚本グレイス・キュナードのコンビが主演するシリアル・フィルム『名金』にロロー役で出演、同作は日本でも公開されて人気を博し、翌1916年（大正5年）に製作されたシリアル Liberty は、マリー・ウォールキャンプが主演であり、ポーロの役名はペドロであったが、『名金』での役名から採った『快漢ロロー』の題で日本では公開された。ほかにもハリー・ケリー主演の『グラフト』、フォード＝キュナード主演の『獣魂』、あるいは『灰色の幽霊』、1917年（大正6年）には自らが主演した『的の黒星』、『曲馬団の囮』と、シリアル・フィルムに多く出演している。同社子会社のブルーバード映画でも、ルパート・ジュリアン監督・主演の『山の想出』に出演、これも日本でも公開された。
1919年（大正8年）からは、主人公サイクロン・スミスを演じる主演短篇シリーズに出演を始め、1921年（大正10年）までシリーズはつづいた。1920年（大正9年）、プロデューサー業・監督業に進出、自らが主演したシリアル『消ゆる短剣』を撮る。1923年（大正12年）10月、妻パールと離婚する。1927年（昭和2年）からはドイツに移住し、ドイツ映画に主演し始め、1932年（昭和7年）までつづく。
1940年（昭和15年）以降、ハリウッドに戻ってトーキーに出演し始めるが、ほとんどがノンクレジットの脇役・端役であった。1946年（昭和21年）に公開された『嘘つきお嬢さん』にノンクレジットで出演したのを最後に、映画界を引退する。
1961年（昭和36年）6月14日、カリフォルニア州ロサンゼルス市ハリウッドのレストランで心臓発作により死去した。満86歳没。同市内ノース・ハリウッドにあるヴァルハラ・メモリアル・パーク墓地に眠る。

## フィルモグラフィ
特筆以外すべて出演作である。

### 1910年代
- The Light Woman : 監督・脚本・主演ロイス・ウェバー、1913年
- 『ビックリ玉』（別題『ビリーリッチの爆弾騒ぎ』） Cupid in a Hospital : 監督ヘンリー・レーアマン、1915年
- The Hidden City : 監督・主演フランシス・フォード、脚本・主演グレイス・キュナード、1915年 - 出演・役 Minister Poleau
- 『名金』 The Broken Coin : 監督・主演フランシス・フォード、脚本・主演グレイス・キュナード、1915年 - 出演・役 Roleau
- The Palace of Dust : 監督ジャック・ジャッカード、主演J・ウォーレン・ケリガン、1915年 - 出演・役 Eddie
- The New Adventures of Terence O'Rourke : 監督オーティス・ターナー、主演J・ウォーレン・ケリガン、1915年 - 出演・役 Eddie
- When a Queen Loved O'Rourke : 監督オーティス・ターナー、主演J・ウォーレン・ケリガン、1915年 - 出演・役 Eddie
- The Road to Paradise : 監督オーティス・ターナー、主演J・ウォーレン・ケリガン、1915年 - 出演・役 Eddie
- 『グラフト』 Graft : 監督ジョージ・レッシー / リチャード・スタントン、主演ハリー・ケリー、1915年
- Lord John's Journal : 監督エドワード・ルセイント、1915年
- X-3 : 監督ジェイ・ハント、1916年
- The Voice of the Tempter : 監督エドワード・ルセイント、1916年
- The Other Half : 監督ジャック・ジャッカード、1916年
- 『獣魂』 The Adventures of Peg o' the Ring : 監督フランシス・フォード / ジャック・ジャッカード、1916年 - 出演シーン削除
- Onda of the Orient : 監督ヘンリー・マックレイ、主演マリー・ウォールキャンプ、1916年
- 『快漢ロロー』 Liberty : 監督ジャック・ジャッカード / ヘンリー・マックレイ、主演マリー・ウォールキャンプ、1916年 - 出演・役 Pedro
- 『怨の暗号』 The Heritage of Hate : 監督ジョージ・バートン、1916年 - 出演・役 Undetermined Role
- Good Morning, Judge : 監督フランシス・フォード、脚本グレイス・キュナード、1916年
- The Bronze Bride : 監督ヘンリー・マックレイ、1917年 - 出演・役 White Feather
- 『拝金狂』 Money Madness : 監督ヘンリー・マックレイ、1917年 - 出演・役 'Harford' Red
- 『山の想出』 A Kentucky Cinderella : 監督・主演ルパート・ジュリアン、1917年 - 出演・役 Ed Long
- 『灰色の幽霊』 The Gray Ghost : 監督スチュアート・ペイトン、1917年 - 出演・役 Marco
- 『耕す乙女』 The Plow Woman : 監督チャールズ・スウィッカード、主演メアリー・マクラレン、1917年 - 出演・役 Bill Matthews
- 『的の黒星』 Bull's Eye : 監督ジェームズ・W・ホーン、1917年 - 主演・役 Cody
- The Wolf and His Mate : 監督エドワード・ルセイント、主演ルイズ・ラヴリー、1918年 - ノンクレジット出演・役柄不明
- 『曲馬団の囮』 Lure of the Circus : 監督J・P・マッゴワン、1918年 - 主演・役 Eddie Somers
- Klever Kiddies : 監督不明、出演ヴァイオレット・マースロウ、プリシラ・ディーン、イーディス・ロバーツ、1919年
- A Prisoner for Life : 監督ジャック・ディロン、1919年 - 主演・役 Cyclone Smith
- A Phantom Fugitive : 監督ジャック・ジャッカード、1919年 - 主演・役 Cyclone Smith
- The Wild Rider : 監督ジャック・ジャッカード、1919年 - 主演・役 Cyclone Smith
- Cyclone Smith's Comeback : 監督ジャック・ジャッカード、1919年 - 主演・役 Cyclone Smith
- Cyclone Smith Plays Trumps : 監督ジャック・ジャッカード、1919年 - 主演・役 Cyclone Smith
- 『君故に』 A Pistol-Point Proposal : 監督ジョージ・ホルト、1919年 - 主演・役 Cyclone Smith
- 『空弾』 The Missing Bullet : 監督J・P・マッゴワン、1919年 - 主演・役 Cyclone Smith
- 『妹の命』 Down But Not Out : 監督ジャック・ジャッカード、1919年 - 主演・役 Cyclone Smith
- Cyclone Smith's Partner : 監督ジャック・ジャッカード、1919年 - 主演・役 Cyclone Smith
- For Life : 監督J・P・マッゴワン、1919年 - 主演・役 Cyclone Smith

### 1920年代
- 『消ゆる短剣』 The Vanishing Dagger : 共同監督エドワード・A・カル / J・P・マッゴワン、1920年 - プロデューサー・監督・主演・役 John Edward Grant
- 『サーカス王』 King of the Circus : 監督J・P・マッゴワン、1920年 - 主演・役 Eddie King
- 『大魔王』 Do or Die : 監督J・P・マッゴワン、1921年 - 主演・役 Jack Merton
- Cyclone Smith's Vow : 監督ジャック・ジャッカード、1921年 - 主演・役 Cyclone Smith
- The Battle Against Odds : 監督ジェイ・マーチャント、1921年 - 主演・役 Cyclone Smith
- Square Deal Cyclone : 監督ジェイ・マーチャント、1921年 - 主演・役 Cyclone Smith
- Yellow Streak : 監督ジャック・ジャッカード、1921年 - 主演・役 Cyclone Smith
- The Heritage of Hate : 監督ジェイ・マーチャント、1921年 - 主演・役 Cyclone Smith
- The Terror Streak : 監督ジャック・ジャッカード、1921年 - 主演・役 Cyclone Smith
- 『秘密の四』 The Secret Four : 監督アルバート・ラッセル / ペリー・N・ヴェクロフ、1921年 - 主演
- A Ride for a Rancho : 監督ジェイ・マーチャント、1921年 - 主演・役 Cyclone Smith
- The White Messenger : 監督ペリー・N・ヴェクロフ、1922年 - 主演
- The Verdict : 監督アルバート・ラッセル、1922年 - 主演
- 『英雄キッド』 Captain Kidd : 監督バートン・キング / J・P・マッゴワン、1922年 - プロデューサー・主演・役 Edward Davis
- Der Fluch der Habgier : 監督不明、1922年 - 主演
- The Knock on the Door : 監督ウィリアム・ヒューズ・カラン、1923年 - 主演
- Prepared to Die : 監督ウィリアム・ヒューズ・カラン、1923年 - 主演・役 John Pendleton Smythe
- Circus Lure : 監督フランク・S・マッティソン、1924年
- Die Eule - 2. Die Unbekannte : 1927年 - 監督・出演・役 Jack Clifford
- Die Eule - 1. Die tollen Launen eines Millionärs : 1927年 - 監督・出演・役 Jack Clifford
- Der Geheimtresor : 1927年 - 監督・出演・役 Eddie
- Hände hoch, hier Eddy Polo : 監督レオ・ラスコ、1928年 - 出演・役 Eddy Polo
- 『熊蜂の巣』 Eddy Polo im Wespennest : 監督レオ・ラスコ、1928年 - 出演・役 Eddy Polo
- Der gefesselte Polo : 監督レオ・ラスコ、1928年 - 出演・役 Eddy Polo
- Eddy Polo mit Pferd und Lasso : 共同監督ヴィリ・ホフマン、1928年 - 監督・出演
- Rache für Eddy : 監督オツ・トーレン、1929年 - 出演・役 Sergeant Eddy Webster
- Auf der Reeperbahn nachts um halb eins : 監督フレッド・スプランツ、1929年 - 出演・役 Heini Box
- 『悪魔の記者』 Der Teufelsreporter : 監督エルンスト・レムレ、1929年 - 出演・役 Reporter
- Geheimpolizisten : 監督エトムント・ホイベルガー、1929年 - 出演・役 Franz Hayn

### 1930年代
- Auf Leben und Tod : 監督エトムント・ホイベルガー、1930年 - 出演・役 Artist
- Zeugen gesucht : 監督エトムント・ホイベルガー、1930年 - 出演・役 Eddie Polo
- Es geht um alles : 監督マックス・ノセック、1932年

### 1940年代
- 『ホノルル航路』 It's a Date : 監督ウィリアム・A・サイター、1940年 - 出演・役 Quartermaster
- La Conga Nights : 監督ルー・ランダーズ、1940年 - ノンクレジット出演・役 Señor Boca
- Son of Roaring Dan : 監督フォード・ビーブ、1940年 - 出演・役 Charlie Gregg
- 『若きダニューヴの夢』 Spring Parade : 監督ヘンリー・コスター、1940年 - ノンクレジット出演・役 Cafe Proprietor
- Law and Order : 監督レイ・テーラー、1940年 - ノンクレジット出演・役 Bartender Ed
- 『狼男』 The Wolf Man : 監督ジョージ・ワグナー、1941年 - ノンクレジット出演・役 Churchgoer
- Don Winslow of the Navy : 監督レイ・テーラー、1942年 - ノンクレジット出演・役 Lab assistant （第8-9篇）
- Gang Busters : 監督ノエル・M・スミス / レイ・テーラー、1942年 - ノンクレジット出演・役 Pilot （第1-2篇）
- The Secret Code : 監督スペンサー・ゴードン・ベネット、1942年 - ノンクレジット出演・役 Special Delivery Messenger （第7篇）
- Deep in the Heart of Texas : 監督エルマー・クリフトン、1942年 - ノンクレジット出演・役 Townsman
- Honeymoon Lodge : 監督エドワード・C・リリー、1943年 - ノンクレジット出演・役 Gas Station Attendant
- Crazy House : 監督エドワード・F・クライン、1943年 - ノンクレジット出演・役 Stooge
- The Climax : 監督ジョージ・ワグナー、1944年 - ノンクレジット出演・役 Stagehand
- 『嘘つきお嬢さん』 Two Sisters from Boston : 監督ヘンリー・コスター、1946年 - ノンクレジット出演・役 Waiter

## 関連事項
- ノース・ハリウッド （en:North Hollywood, Los Angeles）
- ヴァルハラ・メモリアル・パーク墓地 （en:Valhalla Memorial Park Cemetery）
- ノエル・M・スミス （en:Noel M. Smith）

## 註
1. 1 2 3 4 5 6 7 8 9 10 11 12 13 14 15 16 17 18 19 20  Eddie Polo, Internet Movie Database （英語）, 2010年7月20日閲覧。
2. ↑  Malvina Polo - IMDb（英語）, 2010年7月20日閲覧。
3. ↑  『20世紀アメリカ映画事典』、編・畑暉男、カタログハウス、2002年4月、ISBN 4905943507, p.54.
4. ↑  『ブルーバード映画の記録』 : 製作・著・発行山中十志雄・塚田嘉信、1984年4月、p.60-63.
5. ↑  Eddy Polo, Find A Grave （英語）, 2010年7月20日閲覧。